# Baviola braueri
Baviola braueri är en spindelart som beskrevs av Simon 1898. Baviola braueri ingår i släktet Baviola och familjen hoppspindlar. Inga underarter finns listade.